# Petr Házl
Petr Házl (* 29. August 1971 in Litoměřice, Tschechoslowakei) ist ein tschechischer ehemaliger Handballspieler und -trainer.
Seine Karriere begann Házl beim tschechischen Club Dukla Prag, mit dem er 1992 tschechoslowakischer Meister sowie 1994 und 1995 tschechischer Meister und Pokalsieger wurde. Danach wechselte er zum Zweitligisten EHV Aue. 2004 unterzeichnete er dann einen Vertrag mit der damals ebenfalls in der 2. Bundesliga spielenden MT Melsungen. Am Ende der Saison stieg er mit der Mannschaft in die erste Liga auf. Nachdem Melsungen zweimal der Klassenerhalt gelungen war, stiegen bei den Nordhessen auch die Ansprüche und mit Vladica Stojanović und Nenad Vučković wurden zwei weitere erfahrene Spielmacher verpflichtet. Aufgrund dieser Entwicklung erhielt Házl nur noch wenige Einsatzzeiten, so dass er Anfang 2008 zum TuS Nettelstedt-Lübbecke wechselte. Den Abstieg der Ostwestfalen konnte er jedoch nicht verhindern; im Sommer 2008 zog Házl weiter zum ASV Hamm. Ein Jahr später wechselte er zum Regionalligisten ESV Lokomotive Pirna, wo er ab 2011 Spielertrainer wurde. Bis 2015 war er bei der ESV Lokomotive Pirna tätig. Ab dem 16. November 2015 bis Ende Dezember 2015 war Petr Házl Interimstrainer beim HSV Marienberg. Ab Dezember 2016 war er bis zum Saisonende 2016/17 als Co-Trainer beim EHV Aue tätig. Anschließend übernahm Házl bis 2022 das Traineramt des Oberligisten SV 04 Plauen-Oberlosa. Seitdem ist er Trainer beim HSV Bad Blankenburg.
Für Tschechien hat er mindestens 125 Länderspiele bestritten.
Bei der Weltmeisterschaft 2007 gehörte er dem tschechischen Kader an.
Petr Házl ist verheiratet und hat zwei Kinder.